# War of Dragons
War of Dragons è il settimo album in studio del gruppo musicale svedese Bloodbound, pubblicato il 24 febbraio 2017 dalla AFM Records.

## Tracce
1. A New Era Begins – 0:30
2. Battle in the Sky – 4:25
3. Tears of a Dragonheart – 3:50
4. War of Dragons – 4:09
5. Silver Wings – 3:46
6. Stand and Fight – 3:34
7. King of Swords – 4:06
8. Fallen Heroes – 4:20
9. Guardians at Heaven's Gate – 3:42
10. Symphony Satana – 4:57
11. Starfall – 3:56
12. Dragons Are Forever – 3:55

Durata totale: 45:10

## Formazione
- Patrik Johansson – voce
- Tomas Olsson – chitarra
- Henrik Olsson – chitarra ritmica
- Fredrik Bergh – tastiera, cori
- Anders Broman – basso
- Pelle Åkerlind – batteria